# TESSEA
TESSEA, z.s. (tematická síť pro sociální ekonomiku) je spolek a názorová platforma sdružující jednotlivce, podnikatele, nestátní neziskové organizace, vysoké školy a další instituce, které spojuje společný zájem – prosazovat sociální ekonomiku a sociální podnikání do povědomí laické i odborné veřejnosti. Podporuje vznik nástrojů a infrastruktury pro rozvoj sociální ekonomiku. Vznikla v roce 2009 v rámci projektu Tematická síť pro rozvoj sociální ekonomiky. Navazuje na činnost Národní tematické sítě pro sociální ekonomiku, která fungovala v rámci programu Equal, a na expertní skupinu NESEA. 
TESSEA je největší sítí sociálních podniků v ČR.

## Projekty

### Projekt Tematická síť pro rozvoj sociální ekonomiky – TESSEA
Projekt financovaný z OP LZZ byl zahájen 1.6.2009 a ukončen 30.11.2011. Hlavním cílem projektu bylo podpořit rozvoj sociálního podnikání v České republice vytvořit model infrastruktury sociální ekonomiky v ČR. Projekt navazoval na výstupy Národní tematické sítě C Posilování sociální ekonomiky, která byla ustavena v rámci Programu Iniciativy Equal. V rámci projektu vznikla tematická síť, která je volným uskupením příznivců a zájemců o problematiku sociálního podnikání se širokou členskou základnou a expertním výborem, který je volen každý rok na výročních konferencích. Tato síť je od prosince 2012 koordinována obecně prospěšnou společností P3 – People, Planet, Profit.
Na projektu spolupracovali dva mezinárodní partneři: School for Social Entrepreneurs (Spojené království) a Univerzita Mateja Bela (Slovensko). Projekt byl zahájen 1.6.2009 a ukončen 30.11.2011.
Projekt byl realizován díky podpoře ESF – Operačního programu Lidské zdroje a zaměstnanost a státního rozpočtu České republiky.

### Projekt TESSEA získává zahraniční zkušenosti
Cílem je poskytování podpory veřejné správě při zavádění sociálního podnikání na základě sdílení zkušeností a dovedností se zahraničními partnery. Dále je plánován rozvoj činnosti Tematické sítě pro sociální ekonomiku TESSEA, podpora členům TESSEA a nově vzniklému Klubu sociálních podnikatelů. Spolupráce TESSEA s veřejnou správou získá nový rozměr zejména díky vytvoření legislativního návrhu integračních sociálních podniků, který bude konzultován s odpovědnými pracovníky Úřadu práce ČR a MPSV.
V projektu bude realizována osvětová činnost v regionech a na krajských úřadech ohledně společensky odpovědného zadávání veřejných zakázek, které může být významným zdrojem financování sociálních podniků. Projekt je realizován ve spolupráci se 3 zahraničními partnery:
Network for Europe (Spojené království), Foundation for Social and Economic Initiatives (Polsko) a 
DIESIS COOP (Belgie)